# Lista siturilor arheologice din județul Cluj - N
Lista siturilor arheologice din județul Cluj - N conține toate siturile arheologice din județul Cluj înscrise în Repertoriul Arheologic Național (RAN) și aflate în localități al căror nume începe cu litera N. RAN este administrat de Ministerul Culturii și Patrimoniului Național și cuprinde date științifice, cartografice, topografice, imagini și planuri, precum și orice alte informații privitoare la zonele cu potențial arheologic, studiate sau nu, încă existente sau dispărute.
Puteți căuta un sit din localitățile care încep cu litera N folosind formularul de mai jos sau puteți naviga prin toate siturile din județ la Lista siturilor arheologice din județul Cluj.
| Cod RAN                               | Denumire | Localitate                           | Adresă                            | Datare           | Descoperit | Coordonate                                    | Imagine           | Erori            |
| ------------------------------------- | --- | ------------------------------------ | --------------------------------- | ---------------- | ---------- | --------------------------------------------- | ----------------- | ---------------- |
| 57975.01.01 (Cod LMI: CJ-I-s-B-07124) | Așezarea preistorică de la Nădășelu - "Dealul Hedeșului" / ansamblu anonim (Categorie: locuire civilă) (Tip: Așezare)               | sat Nădășelu, comuna Gârbău          | Dealul Hedeșului,                 |                  |            | 46°49′18″N 23°23′52″E / 46.82169°N 23.39789°E | Încărcați imagine | Raportați eroare |
| 57190.01.01 (Cod LMI: CJ-I-s-A-07125) | Fortificații romane de la Negreni - "Cetatea Turcilor" / ansamblu anonim (Categorie: fortificație) (Tip: Fortificație)              | sat Negreni, comuna Negreni          | Cetatea Turcilor                  |                  |            | 46°57′49″N 22°43′53″E / 46.96348°N 22.73148°E | Încărcați imagine | Raportați eroare |
| 58231.01.01                           | Așezări neo-eneolitice la Nearșova - "Dealul Cetății"; "Dealul Straja" / ansamblu anonim (Categorie: locuire civilă) (Tip: Așezare) | sat Nearșova, comuna Izvoru Crișului | Dealul Cetății , Dealul Straja    |                  |            | 46°49′37″N 23°25′55″E / 46.82687°N 23.43207°E | Încărcați imagine | Raportați eroare |
| 58589.01                              | Topor neolitic la Nima (Categorie: descoperire izolată) (Tip: obiect izolat)                                                        | sat Nima, comuna Mintiu Gherlii      |                                   |                  |            |                                               | Încărcați imagine | Raportați eroare |
| 55204.01                              | Unelte de piatră neolitice la Nireș (Categorie: descoperire izolată) (Tip: obiect izolat)                                           | sat Nireș, comuna Mica               |                                   |                  |            |                                               | Încărcați imagine | Raportați eroare |
| 59844.01.01                           | Așezarea de la Năsal - "Steuni" / ansamblu anonim (Categorie: locuire civilă) (Tip: Așezare)                                        | sat Năsal, comuna Țaga               | Steuni                            | Iclod            |            |                                               | Încărcați imagine | Raportați eroare |
| 57975.02.01                           | Așezarea neolitică de la Nădășelu - "Dealul Ascuțit" / ansamblu anonim (Categorie: locuire civilă) (Tip: Așezare)                   | sat Nădășelu, comuna Gârbău          | Dealul Ascuțit                    |                  |            |                                               | Încărcați imagine | Raportați eroare |
| 57975.03                              | Fragmente ceramice eneolitice la Nădășelu - "Cetate"; "Valea Merei" (Categorie: descoperire izolată) (Tip: obiect izolat)           | sat Nădășelu, comuna Gârbău          | Cetate, Valea Merei               |                  |            |                                               | Încărcați imagine | Raportați eroare |
| 57975.04.01                           | Așezarea neolitică de la Nădășelu - Biserica Greco-Catolică, Șarcaneu / ansamblu anonim (Categorie: locuire civilă) (Tip: Așezare)  | sat Nădășelu, comuna Gârbău          | Biserica Greco-Catolică, Șarcaneu |                  |            |                                               | Încărcați imagine | Raportați eroare |
| 57975.05.01                           | Așezarea neolitică de la Nădășelu - "Silivaș" / ansamblu anonim (Categorie: locuire civilă) (Tip: Așezare)                          | sat Nădășelu, comuna Gârbău          | Silivaș                           | Iclod - Petrești |            | 46°49′38″N 23°24′37″E / 46.82729°N 23.41015°E | Încărcați imagine | Raportați eroare |
| 57975.06.01                           | Așezarea Petrești de la Nădășelu / ansamblu anonim (Categorie: locuire civilă) (Tip: Așezare)                                       | sat Nădășelu, comuna Gârbău          |                                   | Petrești         |            |                                               | Încărcați imagine | Raportați eroare |